# Носова Тамара Макарівна
Носова Тамара Макарівна (21 листопада 1927, Москва — 25 березня 2007, Москва) — радянська і російська актриса театру і кіно. Заслужена артистка Росії (1968). Народна артистка Росії (1992).
Закінчила Всесоюзний державний інститут кінематографії (1950). Працювала в Театрі-студії кіноактора. Мала яскравий комедійний талант.
Знімалась у кіно з 1948 р. Зіграла близько сорока ролей, у тому числі у фільмах: «Молода гвардія» (1948), «Ревізор» (1952), «Шведський сірник» (1954), «Карнавальна ніч» (1956), «Одруження Бальзамінова» (1964), «Весілля в Малинівці» (1967), «Брати Карамазови» (1968), «Здрастуйте, я ваша тітонька!» (1975), «Таємниця „Чорних дроздів“» (1983), «Мертві душі» (1984) та ін.
Грала у стрічках, знятих на кіностудіях УРСР:
- «Нові пригоди Кота в чоботях» (1958, Двуличе),
- «Кінець Чирви-Козиря» (1958, Параня),
- «Чорноморочка» (1959, співачка),
- «У тридев'ятому царстві» (1970).

Померла у злиднях 2007 року.